# Kennis

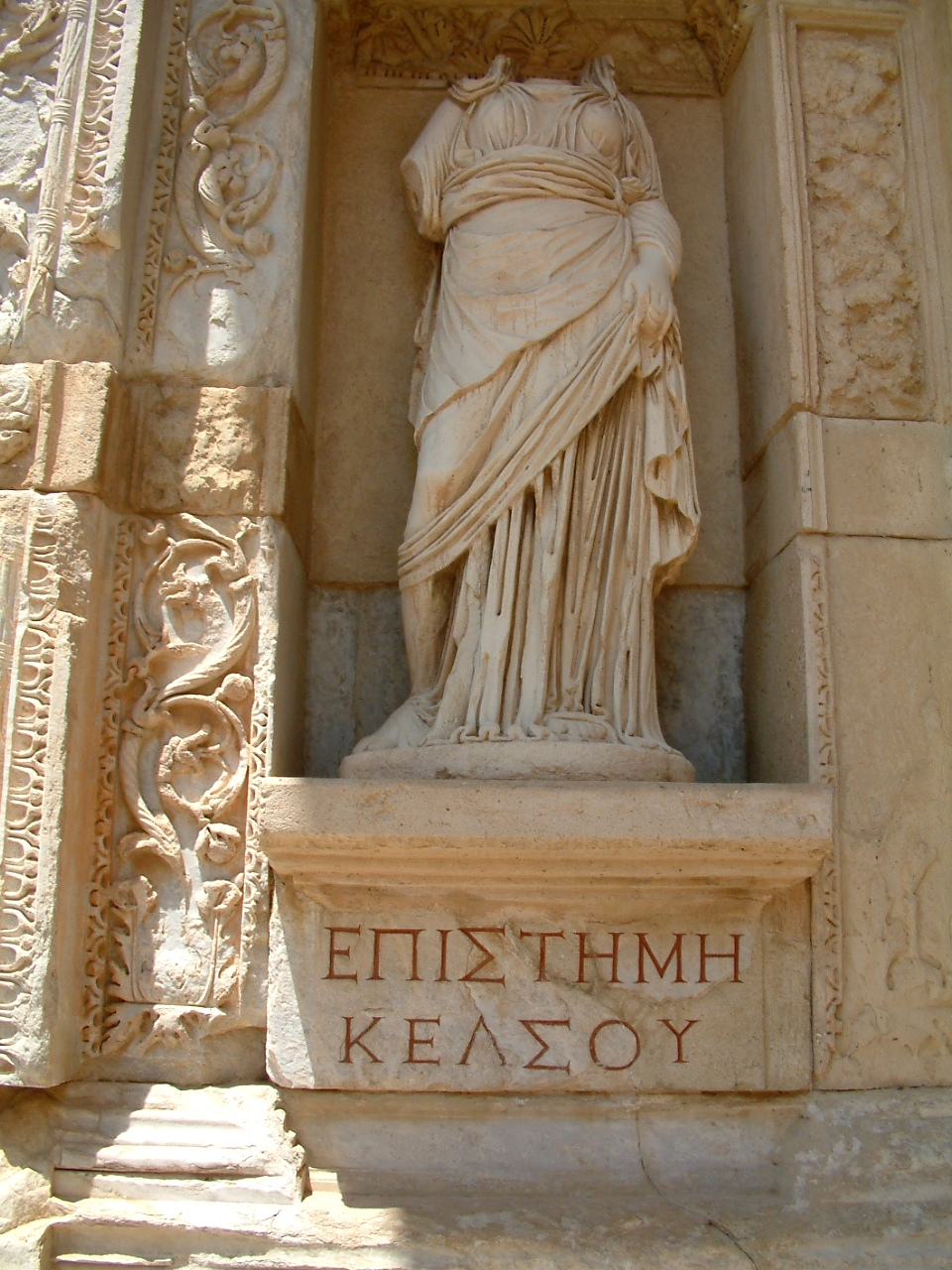
Personificatie van kennis in de Antieke Bibliotheek van Celsus in Efeze (125 AD).

Kennis is dat wat geweten wordt, wat geleerd is en in het geheugen opgeslagen, plus dat waar een individu inzicht in heeft. Kennis omvat informatie, beschrijvingen hiervan en vaardigheden die door ervaring of opleiding zijn verkregen. In de kentheorie of epistemologie wordt onderzocht wat kennis is en of aanspraken op kennis gerechtvaardigd zijn. In de loop van de tijd zijn er dan ook wisselende ideeën ontwikkeld over wat er te weten valt en in welke mate er sprake moet zijn van twijfel.
Er kan onderscheid gemaakt worden tussen theoretische en praktische kennis. Er bestaan vele soorten kennis, bijvoorbeeld zelfkennis - 'Ken uzelf', vakkennis en wetenschappelijke kennis.
Algemene ontwikkeling is individuele basiskennis op vele, uiteenlopende gebieden tegelijk.

## Verschillende contexten
In het dagelijks leven wordt met het begrip "kennis" een verzameling van uiteenlopende zaken aangeduid. Kennis is op de eerste plaats de bekendheid met een persoon, zaak of verschijnsel. Dit kennen of deze bekendheid volgt uit ervaring en weten. Maar kennis kan ook vastgelegd zijn in een document of, abstracter, in een samenleving aanwezig zijn.

### In de filosofie
In de filosofie is de vraag "wat is kennis?" al sinds de oudheid bediscussieerd, waarbij men kennis associeert met "wetenschappelijke kennis".
De filosoof Kuyper (1977) definieert kennis als "het geheel van overtuigingen en inzichten die door wetenschappelijk onderzoek verkregen worden". Deze kennis breidt zich volgens hem voortdurend uit, door voortgezet onderzoek. Zij wijzigt zich echter ook, doordat een deel van eerder verkregen theoretisch inzicht bij nader inzien verworpen moet worden. Kennis moet als ware kennis worden opgevat, en de vereisten voor "ware kennis", worden in de kennisleer onderzocht.

### In organisaties

#### Human Resource Development
In een studie naar de opvattingen over leren in de praktijk van Human Resource Development, vonden Poell en Kessels (2001) deels gelijke opvattingen. Professionals in HRD kunnen kennis, en het vermogen kennis op te doen, verwerven. Daarbij worden theoretische kennis en praktische ervaring geïntegreerd. 
Kennis is dus niet onveranderlijk: het is een veranderlijke combinatie van ervaringen, waarden, context en vakkundig inzicht dat een kader vormt waarmee nieuwe ervaringen en informatie geëvalueerd en geïntegreerd kunnen worden. Kennis is daarmee bovendien een constructie van de realiteit en niet iets wat waar of onwaar is. Tot slot heeft kennis een individueel en een collectief element. Kennis is het, deels onbewuste, vermogen dat iemand in staat stelt een bepaalde taak uit te voeren, wat niet kan los worden gezien van de bezitter. Tegelijk is kennis niet persoonsgebonden  omdat gestolde inzichten, waarden en contexten en ook ervaringen collectief zijn.

#### Kennismanagement
Weggeman (1997) heeft de binnen het kennismanagement bestaande opvattingen over kennis onderzocht en geïnventariseerd, gericht op de bruikbaarheid ervan binnen een organisatie. Wegeman beschouwt kennis als het geheel van betekenissen, begrippen, vaardigheden, werkwijzen, dat voor juist en waar wordt gehouden en richting geeft aan het handelen.
Kennis behelst volgens sommigen ook het vermogen om informatie om te zetten in goede beslissingen. Nog specifieker ziet men kennis als het vermogen om het gedrag van mensen en dingen te voorspellen. Een derde betekenis betreft de herkomst: kennis is door studie, onderzoek of oefening verkregen informatie, die waarde heeft voor de organisatie.

## Geschiedenis
Hieronder volgt een overzicht van vormen van menselijke kennis in de opeenvolgende tijdperiodes van de menselijke ontwikkeling, vanaf de prehistorie tot in het heden.

### Prehistorie

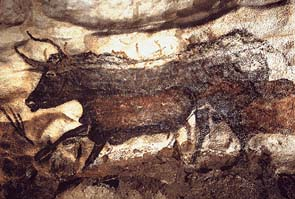
Een stier uit de Grot der Stieren, Lascaux, 15.000 - 10.000 v.Chr.

In de prehistorie was kennis van de natuurlijke omgeving een voorwaarde voor de mens om te kunnen overleven. Zo vergde de jacht, naast een uitstekende conditie, een zekere kennis van dierensporen, het gedrag van dieren en de directe omgeving. Hoewel er in de wetenschap discussie is of oude hominiden als Homo erectus en Homo habilis nu jagers of aaseters waren, ziet men verzamelen en jagen als de belangrijkste activiteiten van de prehistorische mens in de oude steentijd. Of deze vroege mens ook genoeg kennis had van spoorzoeken is niet bekend. Uit skeletresten van de Homo erectus blijkt echter wel, dat deze net als de huidige mens in staat was lange afstanden (hard)lopend af te leggen.

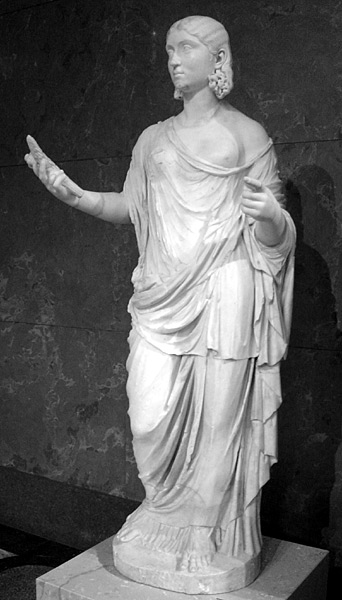
Ceres, de Romeinse godin van de landbouw

Vanaf de late steentijd bevatten Moedergodin-cultussen bepaalde hoogtijdagen van publieke viering, gekoppeld aan de kalender, meer bepaald aan de cruciale momenten in de stand van de maan, de sterren en planeten. Voorop stond echter het doorgeven van kennis en kunde tussen opeenvolgende generaties, van vaardigheden als spinnen en weven, pottenbakken, en de teelt en het juiste gebruik van gewassen en kruiden, voor behoud en herstel van de gezondheid. Dit alles was sinds het stenen tijdperk het initiatief en het domein van de vrouw. Zelfs het eerste schrift zou door haar zijn ontstaan, bij het aanbrengen van herkenningstekens op  kleien potten. Ook het bestuderen van de luchtgesteldheid en van de hemel, voor het bepalen van de juiste momenten van zaaien en oogsten, was oorspronkelijk een vrouwenzaak. In het oude Egypte bijvoorbeeld waren de observatoria aan de tempel van de godin gekoppeld.

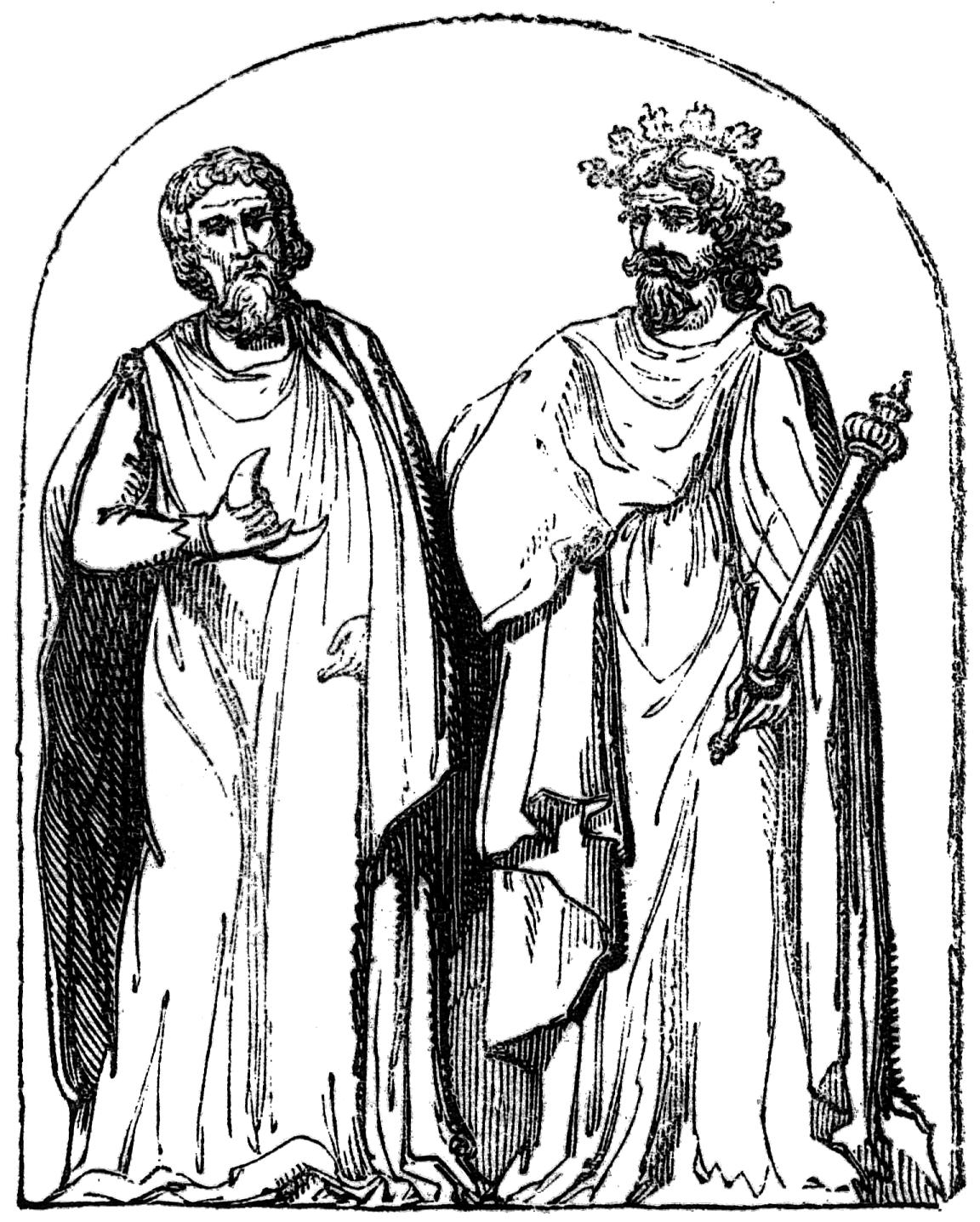
Twee druïden op een bas-reliëf van Autun.

De oude Keltische beschaving in Europa kende een priesterstand van druïden, die in een groot deel van West-Europa, ten noorden van de Alpen en op de Britse Eilanden bestond. Pas eerst door de Romeinse overheid, en later door het christendom, werd ze verdrongen. De praktijken van druïden maakten deel uit van de cultuur van alle Keltische en Gallische volksstammen. In de druïden verenigden zich de taken van priester, bemiddelaar, arts, wetenschapper en rechter.
In volksverhalen wordt vaak het bestaan van een "bron" vermeld, "boom" of een "hoeder" van de opperste kennis en wijsheid. Zo wordt in de Germaanse en Noordse mythologie de oppergod Odin het levend symbool van opperste macht en wijsheid.

### Kennis in de eerste beschavingen

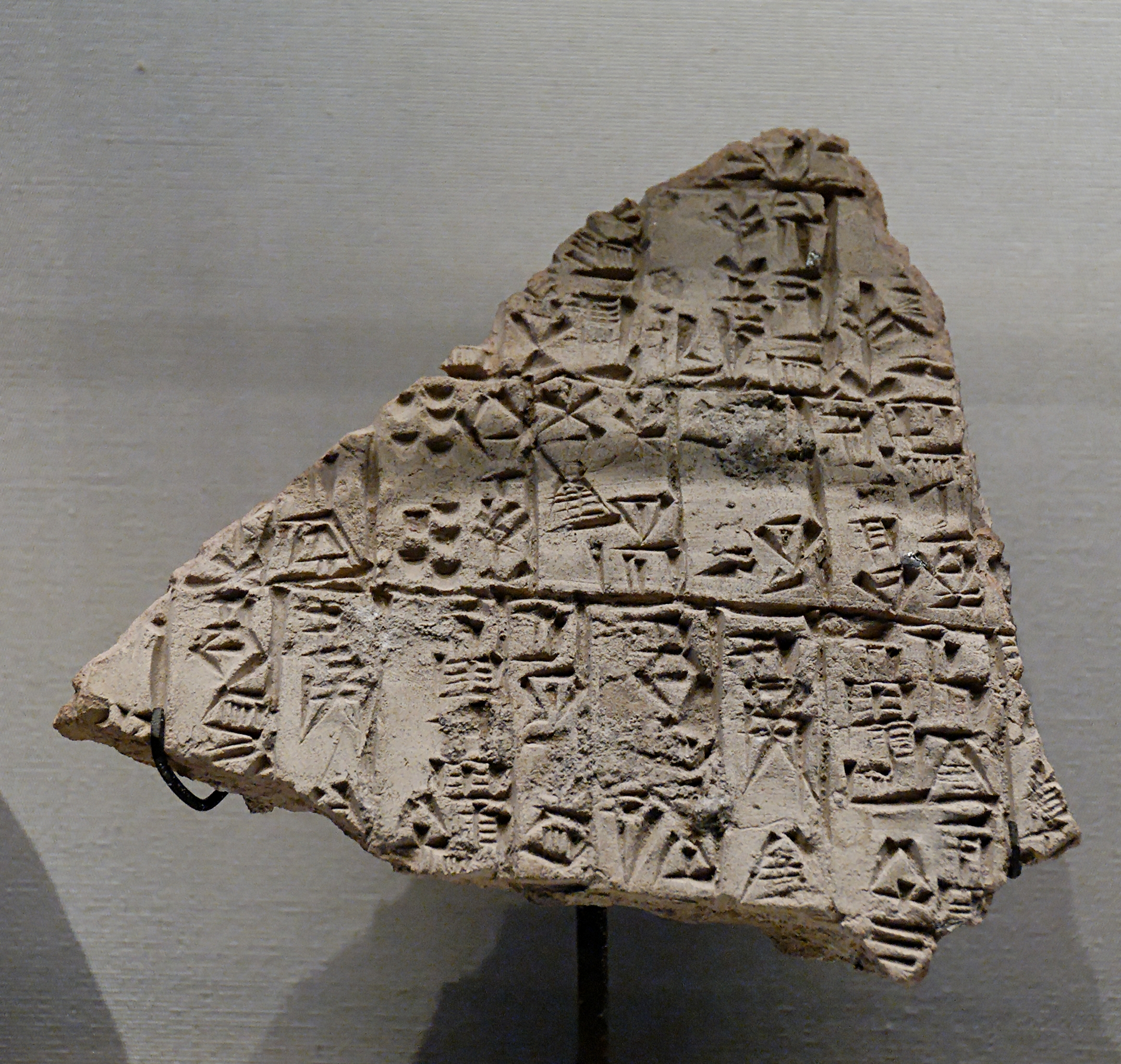
Mesopotamisch kleitablet

In Mesopotamië wordt een reeks technologische innovaties gerealiseerd, zoals het schrift, getallenstelsels, kalenderindeling, en landkaarten. De Babylonische tijdrekening leeft voort in de huidige tijdsaanduiding van de kalendermaanden, de weken en de zeven dagen in de week.
Er is een verwevenheid van wetenschap en religie:  astronomie en astrologie werden gezien als hetzelfde in de wetenschapsbeoefening door de priesters in Babylonië. In die tijd was er zelfs een trend zichtbaar, omgekeerd aan de moderne wetenschap, die zich juist van bijgeloof afkeert. De Mesopotamische astronomie raakte in de loop van de tijd meer gebaseerd op astrologie, waarbij de sterren werden bestudeerd in termen van horoscopen en voortekenen.

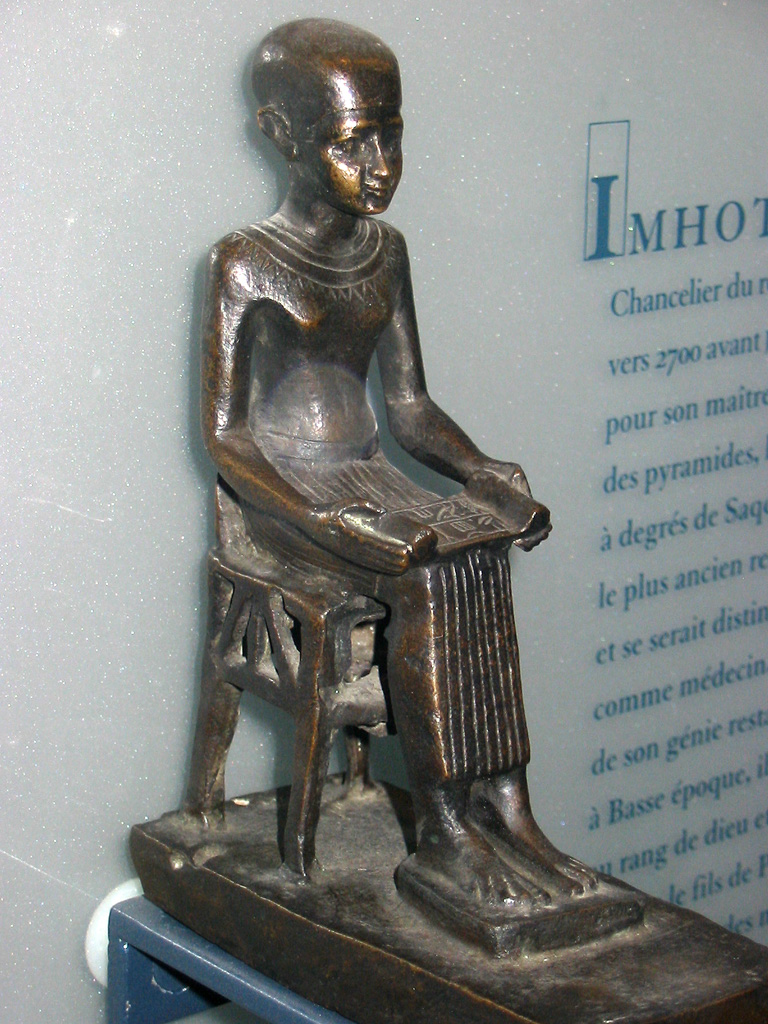
Imhoteb

In het Oude Egypte werd Imhotep de schutspatroon van de geneeskunde, de hogere kennis en het schrijven. Vanwege de kennis van de geneeskunde stelden de Grieken hem gelijk met de god Asklepios en vanwege zijn kennis van de schrijfkunst werd hij ook verbonden met de god Thoth.
In het oude India en in de hindoeïstische filosofie vormen de geschriften van de Veda's de basis voor veel van de religies die tot het hindoeïsme gerekend worden. Ze bestaan uit spirituele filosofie, en uit religieuze hymnen over God(en), het universum, de natuur en de te volgen levenswijze. Het woord 'Veda' is etymologisch verwant aan het Nederlandse werkwoord 'weten', en betekent "kennis".

### Klassieke oudheid

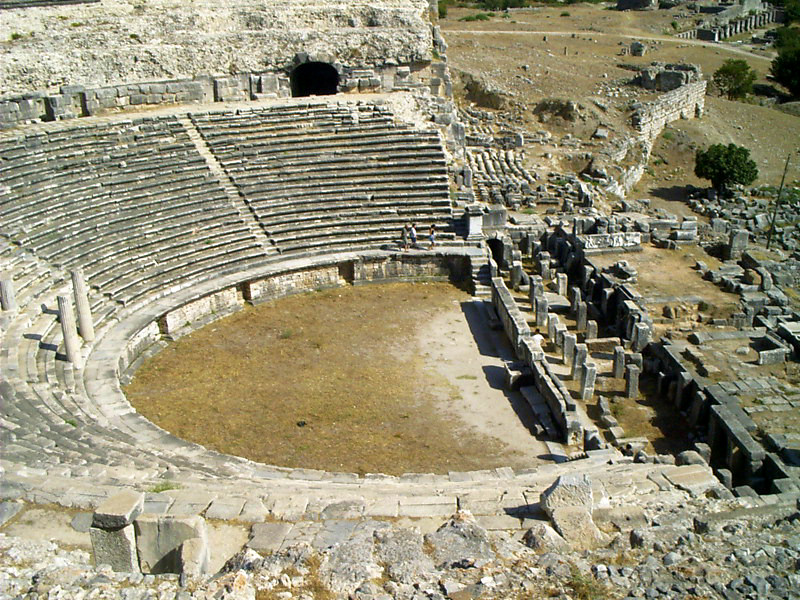
Theater in Milete.

De oude Grieken hadden voor hun handelscontacten nadere kennis nodig van bijvoorbeeld geografie, weersgesteldheid, de windrichting, de maanstand en de rekenkunst. Het is dan ook niet verwonderlijk dat het verlangen naar feitelijke kennis zich in eerste instantie naar deze zaken uitstrekte. In deze presocratische tijdsfase overheerste daarom de natuurwetenschap. Zo moest men  kunnen berekenen bij welke windrichting men een bepaalde afstand binnen een zekere tijdsduur, volgens een bepaalde koers zou kunnen afleggen.

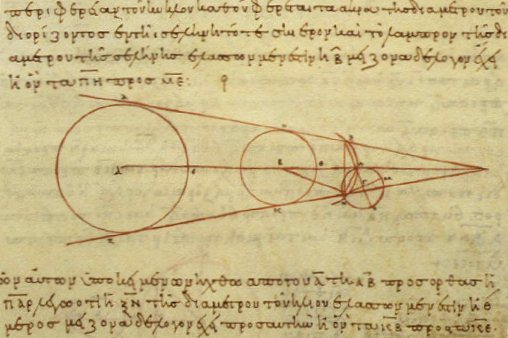
Aristarchus' calculatie van de relatieve afmeting van de Aarde, Zon en Maan.

 Deze Hellenistische kennis verspreidde zich door de veroveringen van Alexander de Grote over het oostelijk, en via de Romeinse overheersing vervolgens over het gehele Middellandse Zeegebied.
Overigens stonden niet alleen de oude Grieken aan de wieg van deze wetenschappen. Vanuit het Vooraziatische achterland, de Phoenicische, Assyrische, Babylonische, Sumerische en zelfs de Indiase cultuur, hadden zij de nodige kennis overgenomen.

### Middeleeuwen

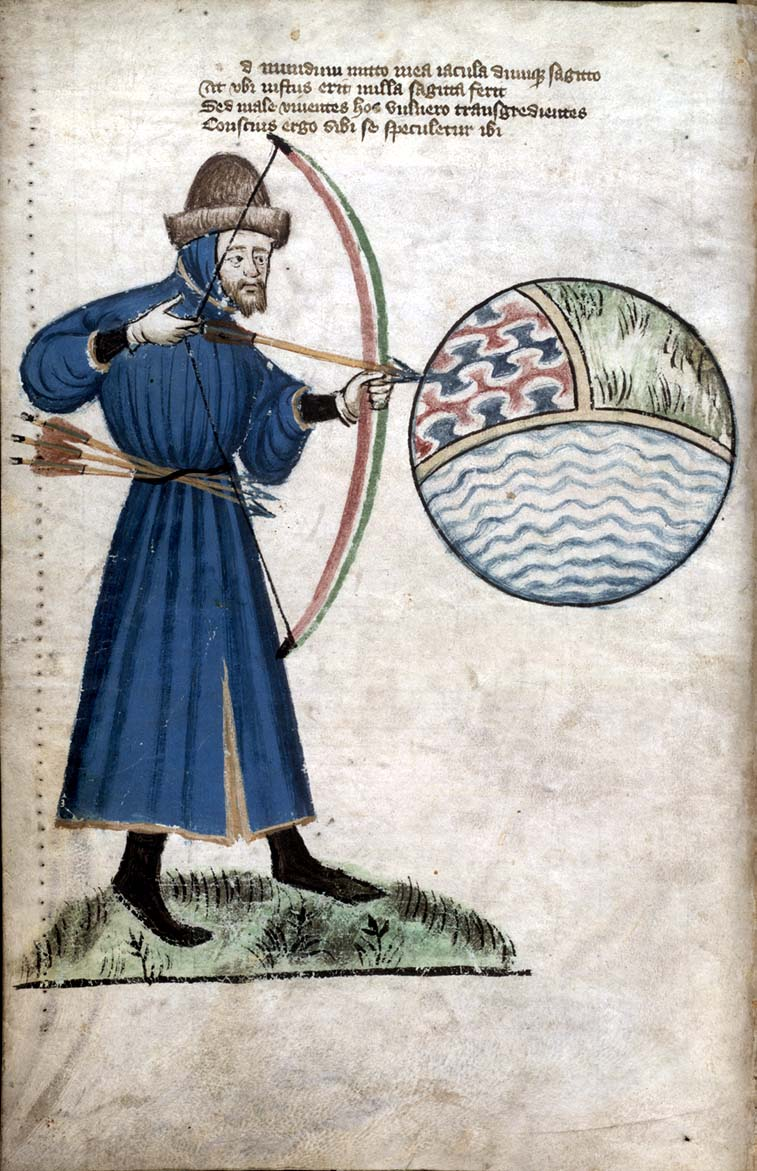
De mens en de wereld als sfeer van aarde, lucht en water, 1400 n.Chr.

Kennis was voor Augustinus vooral kennis van het eeuwige en het onveranderlijke, en niet van zaken die constant aan verandering onderhevig zijn. De wereld om ons heen is constant in Flux, en derhalve kan vaste, zekere kennis niet uit de waarnemingen van deze wereld gedestilleerd worden. Ware kennis komt tot de mens via 'illuminatie', goddelijk licht dat de mens beschijnt, en dat hij door toedoen van zijn 'interne leraar', Jezus Christus, als zodanig kan herkennen. Zie ook Gnostiek en Illuminatie (christendom). Gedurende de middeleeuwen werd de kennis van de oudheid zorgvuldig bewaard en doorgegeven, maar op een weinig kritische wijze. Het beeld dat de Griek Ptolemaeus van het heelal had: de aarde is een bol en staat in het midden van het heelal, of de op dieren gebaseerde anatomie van de Romein Galenus waren vrijwel onaantastbaar. Rond 1200 werden de ideeën van Aristoteles in de theologie opgenomen. Door de kruistochten kwam men, via de Arabieren, in aanraking met de Griekse originele teksten.

### Renaissance
Onder de renaissance wordt in de Europese geschiedenis een periode van opbloei van kunst, wetenschap en letteren verstaan, die beleefd werd als een "wedergeboorte" van de verworvenheden van de klassieke oudheid.
De grote vernieuwing in de 16e eeuw in Europa was, dat eigen onderzoek geaccepteerd werd als bron van kennis, naast het logisch (Aristoteles) doorredeneren vanuit de kennis van Romeinen zoals Ptolemaeus, Galenus en anderen. In 1543 verscheen een boek van Copernicus dat niet de aarde, maar, minder fout, de zon in het centrum van het heelal plaatste. Ook in 1543 verscheen het boek van Vesalius die het menselijk lichaam beschreef naar aanleiding van secties. Inmiddels brachten ontdekkingsreizigers zoals Vasco da Gama, Columbus en Magelhaes de wereld in kaart en maakte men kennis met landen, volken, planten en dieren, waar men tot dat moment geen idee van had gehad.
In deze tijd drong het besef door dat men de kennis uit de Oudheid waar men zo bewonderend naar op had gekeken, aan het voorbijstreven was. Dit stimuleerde flink het zelfvertrouwen en zelfbewustzijn van de onderzoekers en men ging enthousiast steeds meer de altijd zo vast geloofde 'waarheden' van de autoriteiten uit de antieke cultuur in twijfel trekken en toetsen op waarheid. En zo groeide eind 16e, begin 17e eeuw het besef bij wetenschappers dat naast contemplatie op het vakgebied, ook eigen observatie en experiment de sleutel konden zijn tot kennis.

### Verlichting
De verlichting bracht een politieke en filosofische beweging en nieuwe opvattingen over politiek, filosofie, wetenschap en religie binnen de westerse wereld grondig wijzigde. Het was een reactie op het dogmatische autoriteitsgeloof. Kennis is macht, meenden velen, wat onder meer tot uitdrukking kwam in de beroemde Encyclopédie. Deze kwam tot stand onder leiding van Denis Diderot en Jean d'Alembert, maar ook andere grote namen als Voltaire, Rousseau en Montesquieu droegen artikelen aan. Andere typische werken uit de verlichting zijn die van David Hume en Adam Smiths Wealth of Nations. Rousseau wordt wel tot de verlichting gerekend, maar dat is maar gedeeltelijk terecht. Zijn ideeën waren veel meer op emoties dan op het verstand gericht, en hij werd dan ook vaak bespot door Voltaire, die zelf als de belangrijkste Franse vertegenwoordiger van de verlichting wordt gezien.

## Wat is kennis?
- Culturele bepaaldheid: Wat in een maatschappij als kennis wordt gezien, is cultureel bepaald. Wat in de ene cultuur als waar wordt gezien is dat niet ook automatisch in de andere cultuur, en ook de waarde van bepaalde kennis verschilt per cultuur.*
- Falsificatie: Tot in de 20e eeuw gold in de wetenschap, dat kennis geverifieerd moest worden. Experimenten dienden erop gericht te zijn om bepaalde veronderstellingen te bevestigen. Popper heeft echter gesteld, dat dit ondoenlijk is. Met onderzoek diende men juist te proberen om bestaande theorie en of nieuwe hypotheses te falsificeren. Met falsificatie probeer je juist het tegendeel van de onderzochte hypothese te bewijzen.
- Het feitelijke: De termen "kennis" en "feiten" zijn gerelateerd, maar hoe verhouden beide zich. Wat maakt kennis tot een feit of een feit tot kennis?
- Kennisopbouw: Kennis kan bestaan uit beschrijving, verklaring en voorspelling, en vastgelegd in bijvoorbeeld concepten, hypotheses, principes, procedures en of theorieën, die we met een redelijke mate van zekerheid waar en of nuttig achten.
- Validiteit: Een van de eigenschappen van wetenschappelijke kennis is haar validiteit.

### Het object van kennis
Een kenobject of kennisobject is een samentrekking van object van kennis, en duidt op de persoon, het voorwerp of het verschijnsel in de realiteit, waarnaar de kennis verwijst. Men kan spreken van het kenobject van een gedachte, van een hypothese, van een model, van een theorie, van een wetenschappelijke vakdiscipline, of van een studierichting.

### Het wezen van kennis
Sinds de klassieke oudheid zijn er door filosofen en wetenschappers allerlei visies ontwikkeld op het wezen van wetenschappelijke kennis. Deze visies worden in de kennistheorie en wetenschapsfilosofie onderzocht en uitgelegd. Deze opvattingen zijn:
- de alledaagse ervaring is de basis van kennis (Aristoteles).
- gedachte-experiment en wiskundige representatie zijn essentieel voor wetenschappelijk kennis (Galileo Galilei, Isaac Newton)
- de empirische benaderingswijze van de natuur staat primair (Francis Bacon)
- de wetenschap is het hoogste stadium van objectieve kennis (Auguste Comte)
- wetenschap is waardevrij (Max Weber)
- wetenschap dient uitsluitend gebaseerd te zijn op positieve feiten (Wiener Kreis)
- wetenschappelijke ontwikkeling dient te verlopen via een proces van falsificatiepogingen (Karl Popper)
- de wetenschappelijke denkpatronen paradigma's van de wetenschappelijke gemeenschap bepalen wat al dan niet wetenschappelijke kennis is (Thomas Kuhn)
- vele methoden van onderzoek kunnen als wetenschappelijk worden beschouwd, de zogenaamde anything goes theorie (Feyerabend)

### Kennis en het bewustzijn

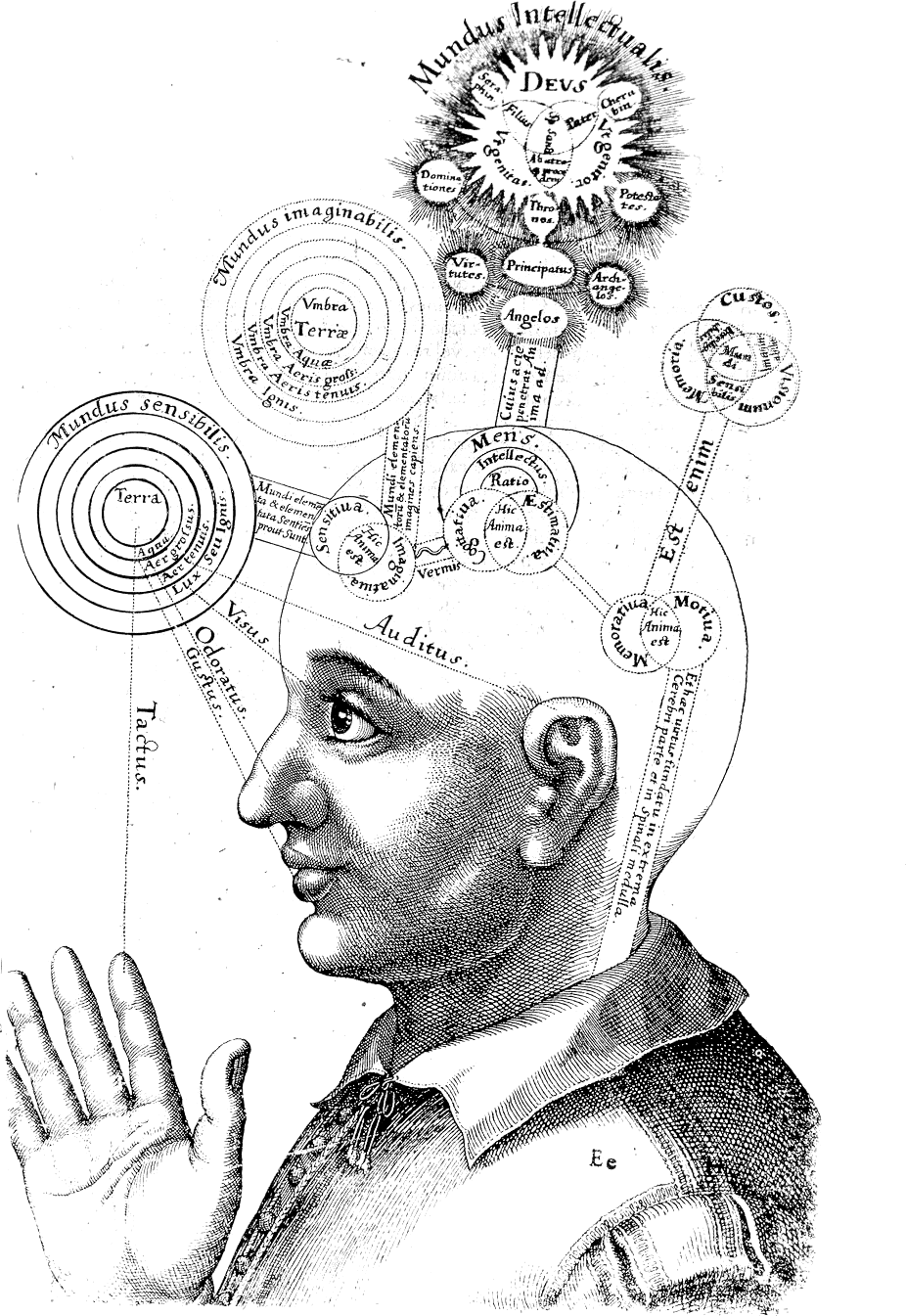
Voorstelling van het bewustzijn in de 17e eeuw

Bewustzijn is een concept in de moderne filosofie en wetenschap dat wordt omschreven als 'weet hebben van', 'beseffen', 'zich realiseren', 'doordrongen zijn van', 'in de gaten hebben' en 'bezinning': de subjectieve reflectie van indrukken uit de buitenwereld (weten van wat je ziet, hoort of voelt en daarover kunnen vertellen) of eigen mentale processen (weten van wat er in je omgaat en daarover kunnen vertellen). De term "bewustzijn" is afgeleid van het Duitse Bewusstsein, geïntroduceerd door de filosoof Christian Wolff (1679-1754). Bewustzijn is sterk verwant met denken, waarneming en het gebruik van de zintuigen.

### Mensbeeld en wereldbeeld
Een wereldbeeld of maatschappijbeeld is de voorstelling die de mens heeft, of die een institutie biedt omtrent de werkelijkheid, omtrent het wezenlijke van de wereld, of over hoe deze zou moeten zijn. Verder is een mensbeeld een geordend 'geheel van al dan niet adequate vooronderstellingen' waarmee iemand de mens, zichzelf inclusief, ziet, ervaart en beleeft. Het mensbeeld van een individu heeft invloed op zijn handelen.

## Kennis en kennisverwerving
Het begrip kennisverwerving is een overkoepelend begrip voor het individueel denken en het verstand gebruiken tot de wetenschappelijke kennisontwikkeling en maatschappelijke kenniscreatie. Met dit begrip kan verwijzen van het ene uiterste: tot één enkele gedachte komen tot het andere uiterste: het ontstaan van alle kennis in de geschiedenis der mensheid gecreëerd. Tegenwoordig spreekt men ook wel van kenniscreatie.

### Kennis en modelvorming
Bij kennis gaat het volgens Verbeke (2005) om het creëren van een nieuw perspectief en een nieuw model voor een specifiek proces of fenomeen, en om het kunnen toepassen van deze nieuwe kennis of inzichten op die specifieke domeinen. Die modellen zijn de feitelijke kennis, de zgn. "know-what" of propositionele kennis. Daarbij ligt de klemtoon op het verklaren van fenomenen, de "know-why", of op het ontwikkelen van regels of opstellen van wetten, de "know-what". Hiernaast bestaat de "knowhow", de toepassing van kennis, waardoor een beter begrip ontstaat van zowel het toepassingsgebied als van het "know-what". Dit is de kennis die mens kan ombuigen tot actie, of tot het geven van concrete adviezen.

### Kennis, waarneming en realiteit

Het spanningsveld tussen kennis, waarneming en werkelijkheid.

In grote lijnen kan men met betrekking tot deze relatie tussen theorie, waarneming en werkelijkheid twee tradities onderscheiden. Enerzijds een traditie waarin ervan wordt uitgegaan dat wetenschappelijke theorieën niet alleen de waarneming beschrijven, maar ook de structuur van de werkelijkheid blootleggen. In deze traditie interpreteert men wetenschappelijke theorieën gewoonlijk op een realistische manier: van theorieën wordt verwacht dat ze een ware beschrijving geven van de werkelijkheid. Theorieën hebben bovendien de taak om waarnemingen te verklaren. Anderzijds is er een traditie waarin men zeer sceptisch staat tegenover de mogelijkheid dat wetenschappelijke theorie een werkelijkheid los van de waarneming kunnen beschrijven. Deze traditie heeft een instrumentalistische inslag: theorie zijn instrumenten voor het ordenen van de waarneming. Deze problematiek wordt verder bestudeerd in de kennistheorie.

## Specifieke vormen van kennis
Vanuit de kennisleer en de wetenschapsfilosofie onderscheiden filosofen verschillende, specifieke vormen van kennis:
- absoluut weten, een term uit Hegels Phänomenologie des Geistes.
- aangeboren kennis, zie ook John Locke
- onbewuste kennis
- paradigma: een gemeenschappelijk geloof binnen een groep wetenschappers, in de juistheid van bepaalde uitgangspunten.
- propositionele kennis is kennis, waarbij geen sprake is van ervaring (weten hoe je iets moet doen) of vertrouwdheid (bijvoorbeeld iemand kennen).
- onbetwijfelbare kennis
- ware kennis, kennis berustend op de waarheid.

### Vakkennis
Vakkennis is kennis die dient voor de uitoefening van een bepaald beroep. Dit begrip "vakkennis" is verwant met de begrippen bekwaamheid, knowhow, kunde, techniek en vakmanschap. Vakkennis wordt in de praktijk beproefd en berust veelal op ervaring en gewoontes. Het is een enorm reservoir van kennis, waarmee de gehele maatschappelijke voortbrenging wordt vervaardigd.
Voorbeelden van vakkennis zijn de betonreparatie, bloementeelt, boekbinden, booglassen, groenteteelt, dakdekken, metaalbewerking - zoals plaatbewerking, metselen, radioreparatie, schilderen, steigerbouw, tegelzetten, timmeren. Veel van deze voorbeelden stammen uit de landbouw en industrie. Maar alle handel en dienstverlening vergt evenzo eigen specifieke vakkennis en bekwaamheden.
In het verleden werd deze kennis van generatie op generatie overgedragen in de beroepspraktijk, via de familie of via het gildewezen. Soms behoorde de vakkennis tot de bedrijfsgeheimen. Een beroemd voorbeeld zijn de glasblazers van Murano bij Venetië, die eeuwen hun geheimen bewaarden en zo een monopoliepositie wisten te behouden. Kennisoverdracht is inmiddels grotendeels overgenomen door ambachtsscholen en beroepsopleidingen.

### Wetenschappelijke kennis
Sinds de klassieke oudheid zijn er door filosofen en wetenschappers allerlei visies ontwikkeld op het wezen van kennis, en hiermee bedoelt men vaak de wetenschappelijke kennis. Deze visies worden in de kennistheorie en wetenschapsfilosofie onderzocht en uitgelegd. De wetenschappelijke kennis wordt hierbij gerelateerd aan onderwerpen als axioma, demarcatie, empirische basis, empirische cyclus, grondslagen, hypothese, onderzoeksprogramma, paradigma, theorie, sciëntisme, verificatie, wetmatigheid, zinvolheidscriterium,

#### Vakwetenschappelijke kennis

Karakterisering van materiaalkundige kennis in een viervlak

Specialistische kennis is kennis afgeleid vanuit een bepaalde wetenschap en toegepast in een specifieke beroepspraktijk. Zo levert elke vakwetenschap zijn eigen specialistische kennis. Voorbeelden zijn aardwetenschappelijke kennis, geneeskundige kennis, geografische kennis, historische kennis en wiskundige kennis.

### Talenkennis
Talenkennis is kennis over de taal van een ander land of streek, en de ervaring in het spreken van die taal. Deze term is synoniem met talenknobbel. Bij talenkennis gaat het meestal om inzicht in en het spreken van vreemde talen. Voor vele beroepen in de handel, transport en dienstverlening is een talenkennis broodnodig. Het leren van een andere taal is een langdurig proces en dient meestal levenslang onderhouden te worden, anders zakt zulke kennis weer weg.

### Spirituele kennis
Spirituele vormen van kennis worden door de diverse religies gezien als een bijzondere vorm van kennis, die boven de verschillende wereldse (inclusief wetenschappelijke) vormen van kennis verheven is.
Volgens het Boeddhisme is de Drievoudige Kennis de hoogste vorm van kennis. Hieronder valt kennis van het bestaan van goden, hemelen en hellen, kennis van vorige levens, en kennis van Nirwana.

### Voorkennis
In de handel en economie verstaat men onder voorkennis, de kennis van zaken bij een persoon voorafgaand aan een handelstransactie (handel met voorkennis).Met name op de aandelenbeurs is het niet toegestaan om op basis van deze informatie te handelen, voor persoonlijk gewin.
In de klimaatcontroverse verijst voorkennis naar de olie- en energiesector, die al sinds de jaren 1950 door eigen onderzoek goed op de hoogte was van de opwarming van de Aarde, lang voor het eerste IPCC-rapport van 1990.

### Zelfkennis
Zelfkennis kan zijn: het bewustzijn van het eigen zijn, of van de eigen denkwijze, emoties en gevoelens. Zelfkennis is voor degenen die het "zelf" als gedachte, emotie en gevoelens beschouwen niet het kennen van "het Zelf" maar de kennis van elke gedachte. Zelfkennis laat eventueel zien wanneer iets op waarheid berust of wanneer de gedachten op fantasie berusten, bijvoorbeeld doordat het "zelf" zich geïdentificeerd heeft met de 
gedachten.

### Expliciete en impliciete, codified en tacit kennis
In publicaties over kennismanagement en kenniseconomie worden twee soorten kennis onderscheiden:
- impliciete kennis, aanwezig als gevolg van opleiding of werkervaring. Volgens Weggeman[5] bestaat kennis uit een combinatie van informatie met ervaringen, vaardigheden en attitude ('K = I x E x V x A')
- expliciete kennis, informatie al of niet digitaal vastgelegd in tekst, beelden of formules.

Ook onderscheidt men soms 'tacit' kennis (onbewuste kennis), refererend aan Michael Polanyis begrip tacit knowing.

### Verdere vormen
- boekenkennis of boekenwijsheid.
- gemeenschappelijke kennis in de epistemologische logica is een vorm van kennis binnen een groep software agenten.
- historische kennis is kennis van een periode of cultuur uit het verleden.
- occulte kennis, in het occultisme
- landenkennis, landgebonden of cultuurgebonden kennis, zoals Arabische of oosterse kennis. Dit is kennis over een bepaalde regio of cultuur, soms ook in een specifieke tijdsperiode.
- mystieke kennis
- superieure kennis, zoals die bijvoorbeeld aan Faust wordt aangeboden door de duivel.
- wijsheid, voor Aristoteles de hoogste vorm van het kennen.

## Studies van kennis
Kennis wordt vanuit verschillende vakdisciplines onderzocht. Hieronder volgt een overzicht.
Classificatie
Classificatie is de leer van het indelen van kennis. Belangrijke bijdragen op dit gebied zijn geleverd door Francis Bacon, Melvil Dewey, Carl Linnaeus, Paul Otlet en John Wilkins. Zie ook Universele Decimale Classificatie.
KennismanagementKennismanagement is het wetenschapsgebied en de praktische vaardigheden die zich bezighouden met het beheersen van de productiefactor kennis. In ondernemingsliteratuur wordt deze kennis ook vaak intellectueel kapitaal genoemd. Dit vakgebied heeft raakvlakken met onder meer de organisatiekunde, de bedrijfskunde, de psychologie en de informatica en informatiekunde.
KennissociologieKennissociologie is een tak van de sociologie, die zich richt op samenhang tussen de menselijke gedachten en, sociale context, en de effecten die ideeën hebben op de samenleving. Kennissociologie is verwant aan ideeëngeschiedenis en wetenschapssociologie.
KennistheorieKennistheorie is een filosofische discipline, waarin wordt gediscussieerd over het wezen van kennis. In de kennistheorie wordt ingegaan op reeks fundamentele vragen met betrekking tot kennis: wat is kennis? Hoe wordt kennis verkregen? Wat kan een mens kennen? Op de eerste vraag is het klassieke antwoord dat kennis gelijkstaat aan een ware en gerechtvaardigde overtuiging (true justified belief). Recent is men hier echter gestuit op het Gettier-probleem. Nauw verbonden met de tweede vraag is de klassieke tegenstelling tussen empirisme en rationalisme, respectievelijk de stelling dat kennis uit de ervaring dan wel het denken voortkomt. Op de vraag wat de mens kan kennen gaan de meningen onder filosofen sterk uiteen. Tot aan de filosofie van Immanuel Kant gingen filosofen er onproblematisch van uit dat de aard van de werkelijkheid redelijk en doorgrondelijk is. Vanaf Kant zijn er echter vele filosofen die zich kritisch gaan bezighouden met de grenzen waarbinnen kennis überhaupt mogelijk is. Dit staat bekend als transcendentale filosofie. Kant gaf ook aanleiding tot de stroming van het Duits idealisme. Vanaf deze stroming komt er een nieuw thema op de agenda ven de kennistheorie: in hoeverre staat het kenobject, de 'objectieve werkelijkheid', los van het perspectief van de mens? Is er een onafhankelijke wereld die gekend kan worden (realisme) of speelt het menselijk verstand, taal of cultuur een cruciale rol bij het vormen van kennis (idealisme, constructivisme, instrumentalisme, ...).
In de kennistheorie is er zodoende geen sprake van een samenhangende theorie over kennis, maar meer een verzameling van vele filosofieën over het wezen van kennis en werkelijkheid. In de 20e eeuw kwam ook een nieuwe subdiscipline van de kennistheorie op, namelijk de wetenschapsfilosofie, die zich onder meer buigt over de vraag naar de aard en de mogelijkheidsvoorwaarden van wetenschappelijke kennis.
MethodologieMethodologie is de studie van de wetenschappelijke verantwoorde kennisverwerving. Methodologie is verwant met de epistemische logica, een vorm van modale logica waarin kennis kan worden gemodelleerd.
NeurologieNeurologie of neurowetenschap is de wetenschap van het functioneren van de menselijke hersenen en hiermee verwant het bewustzijn en menselijk verstand. Dit vak richt zich onder andere op het geheugen, langetermijngeheugen, temporale kwab en op toepassing als Neuromarketing.
PedagogiekPedagogiek is de leer van het onderwijzen, ofwel de leer van het overdragen en laten aanleren van kennis.
Cognitieve psychologie of cognitiewetenschapPsychologie is de wetenschap van de menselijke psyche in relatie tot het menselijk optreden. Binnen de psychologie houden verschillende specialisaties zich bezig met kennis. Dit zijn onder andere de cognitieve psychologie, leerpsychologie, neurowetenschap en Ontwikkelingspsychologie.
KennistechnologieKennistechnologie richt zich op het op enigerlei wijze vastleggen en toepassen van kennis in een machine (computer) om dit te gebruiken om al dan niet menselijke taken uit te voeren. Gerelateerd aan kunstmatige intelligentie, kennismodellering en de bouw van een expertsysteem.

## Toepassingen
Expertsysteem
Een expertsysteem, ook wel een kennisgebaseerd systeem genoemd, is een computersysteem dat specifieke kennis van menselijke experts representeert en gebruikt, om een probleem binnen een bepaald gebied op te lossen. Voorbeelden zijn het diagnosticeren van een bepaald ziektebeeld, het besluiten of de stormvloedkering moet worden gesloten, of iemand voor een bepaalde verzekering in aanmerking komt, et cetera. Dergelijke systemen zijn een onderdeel van het vakgebied kunstmatige intelligentie. Doordat het systeem redeneert aan de hand van kennis van menselijke experts, lijkt het voor niet-technici een 'slim' systeem.
Kenniseconomie
De kenniseconomie, ook wel informatiemaatschappij, is een vrij abstract begrip uit de economie, waarmee wordt bedoeld dat een significant deel van de economische groei in de samenleving voortkomt uit (technische) kennis. Het is een maatschappij waarin de productiefactor kennis een steeds belangrijkere plaats inneemt, ten opzichte van de drie traditionele productiefactoren arbeid, natuur en kapitaal. Dit past binnen de algemene historisch-economische verschuiving van werkzaamheid in de landbouw, via arbeid in de industrie, naar de dienstensector als de grootste werkgever.
Kennisintensieve organisatie
Een kennisintensieve organisatie (KIO) is een organisatie waarin de productiefactor kennis een dominante rol heeft. Deze productiefactor is de laatste decennia in veel organisaties steeds meer gedaald van de top van het bedrijf naar de productievloer. Daarom kunnen we een kennisintensieve organisatie definiëren als een organisatie met (a) overwegend kenniswerkers in het primaire proces, of (b) overwegend kenniswerkers in de technische staf mits deze een dominante invloed heeft op het functioneren van het primaire proces.
Kenniswerkers
Kenniswerkers zijn personen die werken binnen kennisintensieve ondernemingen, bijvoorbeeld constructeurs.

## Voetnoten
1. ↑  algemene ontwikkeling betekenis & definitie. Algemeen Nederlands Woordenboek. Gearchiveerd op 29 oktober 2021.
2. ↑  Van Dale, Groot Woordenboek der Nederlandse taal, Van Dale Lexicografie (Utrecht, 142005).
3. ↑  Karel Kuypers, Encyclopedie van de filosofie, lemma: Kennis & Kennisleer, Elsevier Amsterdam 1977, p.380-881.
4. ↑  Rob Poell, Joseph Kessels (2001) Human resource development: Organiseren van het leren, p.24.
5. 1 2  Mathieu Weggeman (1997) Kennismanagement: inrichting en besturing van de kennisintensieve organisatie. en (2000) Kennismanagement: De praktijk. (vijfde druk, 2006)
6. 1 2  Tekst "Domein E Wetenschapsfilosofie: wat is wetenschappelijke kennis?", bezien 21 april 2008. Gearchiveerd op 26 september 2022.
7. 1 2  Willem Verbeke (2005), Het verkopen van kennis: over het belang van kennishabitats, kennisbrokering, p 9-12.
8. ↑  Peter Kroes (1996), Ideaalbeelden van wetenschap: Een inleiding tot de wetenschapsfilosofie., Boom uitgeverij, pp. 53-54.
9. ↑  MN 71 - Tevijja Vacchagotta Sutta - Vacchagotta en de Drievoudige Kennis - Een Toespraak van de Boeddha
10. ↑  Ikujiro Nonaka en Hirotaka Takeuchi (1995), The Knowledge-Creating Company.
11. ↑  Philippe Baumard (1999), Tacit knowledge in organizations.
12. ↑  Michael Polanyi (1966), The tacit dimension.